# Seznam vítězů diamantové ligy v běhu na 5000 m
Toto je seznam vítězů diamantové ligy v běhu na 5000 m.

## Celkoví vítězové
| Muži                 | Muži                  |
| -------------------- | --------------------- |
| Diamantová liga 2010 | Imane Merga           |
| Diamantová liga 2011 | Imane Merga           |
| Diamantová liga 2012 | Isiah Kiplangat Koech |
| Diamantová liga 2013 | Yenew Alamirew        |
| Diamantová liga 2014 | Caleb Mwangangi Ndiku |
| Diamantová liga 2015 | Yomif Kejelcha        |
| Diamantová liga 2016 | Hagos Gebrhiwet       |
| Diamantová liga 2017 | Mohamed Farah         |
| Diamantová liga 2018 | Selemon Barega        |
| Diamantová liga 2019 | Joshua Cheptegei      |
| Diamantová liga 2020 | bez vítěze            |
| Diamantová liga 2021 | Berihu Aregawi        |
| Diamantová liga 2022 | Nicholas Kimeli       |
| Diamantová liga 2023 | Jakob Ingebrigtsen    |
| Diamantová liga 2024 | Berihu Aregawi        |
| Diamantová liga 2025 | bude oznámeno         |

| Ženy                 | Ženy                    | Ženy |
| -------------------- | ----------------------- | ---- |
| Diamantová liga 2010 | Vivian Cheruiyotová     |      |
| Diamantová liga 2011 | Vivian Cheruiyotová     |      |
| Diamantová liga 2012 | Vivian Cheruiyotová     |      |
| Diamantová liga 2013 | Meseret Defarová        |      |
| Diamantová liga 2014 | Mercy Cherono           |      |
| Diamantová liga 2015 | Genzebe Dibabaová       |      |
| Diamantová liga 2016 | Almaz Ayanaová          |      |
| Diamantová liga 2017 | Hellen Onsando Obiriová |      |
| Diamantová liga 2018 | Hellen Onsando Obiriová |      |
| Diamantová liga 2019 | Sifan Hassanová         |      |
| Diamantová liga 2020 | bez vítěze              |      |
| Diamantová liga 2021 | Francine Niyonsabaová   |      |
| Diamantová liga 2022 | Beatrice Chebetová      |      |
| Diamantová liga 2023 | Gudaf Tsegayová         |      |
| Diamantová liga 2024 | Beatrice Chebetová      |      |
| Diamantová liga 2025 | bude oznámeno           |      |